# Équipe cycliste Christophe
L'équipe cycliste Christophe-Hutchinson, est une équipe cycliste française de cyclisme professionnel sur route, active entre 1923 et 1928 sponsorisée par La « Société Anonyme Christophe ». La marque fut rachetée par Automoto en 1929.

## Principaux résultats

### Classiques
- Paris-Nancy 1923, Lucien Rich
- Paris-Nantes 1925, Auguste Verdyck
- Astico-Brenta 1927, Alfonso Piccin

### Courses par étapes
- Tour du Pays basque 1925, Auguste Verdyck
- Tour de Vénétie 1927, Alfonso Piccin

### Bilan sur les grands tours
- Tour de France
  - Victoires d'étapes
    - 2e et 17e étapes du Tour de France 1926 : Aimé Dossche

## Effectifs
- 1923
  - Eugène Christophe
  - Lucien Rich[1]

- 1924[2]
  - Honoré Barthélémy
  - Eugène Christophe
  - Hector Heusghem
  - Victor Lenaers

- 1925
  - Charles Lacquehay[3]
  - Alfonso Piccin
  - Auguste Verdyck

- 1926[4]
  - Aimé Dossche
  - Alfonso Piccin
  - August Mortelmans

- 1927
  - Aimé Dossche
  - Alfonso Piccin
  - Auguste Verdyck

- 1928
  - Frans Bonduel
  - Jef Demuysere